# Diallo Fadima Touré
Pour les articles homonymes, voir Touré.
Diallo Fadima Touré est une économiste et femme politique malienne, Elle a été est ministre de l’Artisanat, de la Culture et du Tourisme du 24 avril  au 15 décembre 2012 dans les premier  et deuxième gouvernement Cheick Modibo Diarra.

## Biographie

### Jeunesse et formation
Née à Ségou en 1952, elle est diplômée en sciences économiques de l'École Nationale d'Administration (ENA) du Mali.
Son cursus universitaire sera par ailleurs complété par des formations au Canada (gestion des finances municipales à l'Université de Montréal) et en management des organisations (Université de Géorgie à Atlanta).

### Carrière professionnelle
Inspectrice des impôts et des domaines elle a successivement travaillé au ministère des Finances, au ministère de l'Administration territoriale et à la Direction régionale des impôts de Bamako.
Puis elle devient vice-présidente de SNC-Lavalin international INC.[Quand ?]

### Carrière politique
Elle est nommée ministre de l’Artisanat, de la Culture et du Tourisme dans le premier gouvernement de Cheick Modibo Diarra du 24 avril au 15 décembre 2012.